# Necrópolis real de Biblos
La necrópolis real de Biblos es un área de enterramientos ubicada en la ciudad de Biblos (actualmente Jebail, Líbano). Está situada al oeste del recinto arqueológico, frente a un acantilado que bordea el área por el oeste, al sur del puerto y al oeste del castillo. 
EL 13 de febrero de 1922 el acantilado se hundió en el mar a causa de una fuerte lluvia, un hecho que permitió al egiptólogo francés Pierre Montet descubrir el muro posterior de una cámara funeraria excavada en la roca a doce metros de profundidad. El colapso de parte del precipicio sacó a la luz la tumba I, así como el cementerio. Este primer hallazgo dio lugar a la localización de otras ocho tumbas contemporáneas a la Dinastía XII de Egipto, pertenecientes al final del Imperio Medio de Egipto. Las tumbas fueron numeradas por Montet del I al IX, por orden de aparición. A partir de 1925, Montet fue relevado por Maurice Dunand, quien prosiguió con las excavaciones en la zona durante cuarenta años.
El conjunto está formado por un total de nueve tumbas o pozos funerarios excavados en la roca, a una profundidad de nueve a doce metros, que conducen a una cámara funeraria. Están agrupados en una zona situada al noroeste formada por cuatro tumbas y otra situada al sureste constituida por otros cuatro pozos y la tumba V. En esta última, la más importante de todas, se descubrió el lugar de enterramiento y el sarcófago pertenecientes al rey Ahiram.

## Grupo noroeste de tumbas
Este grupo de cuatro tumbas pertenece al siglo XVIII a. C. Dos de ellas habían sido saqueadas, mientras que las otras dos permanecían aparentemente intactas.
La tumba I perteneció a Abichemou I, la cual se encontró prácticamente inalterada y con diversos objetos valiosos en su interior. En la cámara funeraria se halló el sarcófago del rey tallado en piedra caliza blanca. Entre los objetos descubiertos había un magnífico recipiente de arcilla, armas bañadas en oro, joyas también de oro, algunos vasos de obsidiana con el nombre del rey de Egipto Amenemhat III (1843-1797 a. C.) y una vasija de plata que podría provenir de la zona del Egeo. Sin embargo, no se encontró la osamenta del rey. El nombre del soberano no estaba escrito en la tumba sino que apareció en un corredor adyacente que conecta su tumba con la de su hijo y sucesor Ipshemouabi (o Ipschemuabi).
El rey es denominado con el título egipcio de h3.tj-ˁ o alcalde, que junto a las vasijas permiten certificar que fue un contemporáneo de Amenemhat III. Su rico mobiliario funerario muestra, desde el punto de vista artístico, una fuerte influencia egipcia que atestigua la estrecha relación entre Biblos y Egipto. Algunos especialistas han deducido incluso que en este periodo se utilizaba la escritura egipcia en la ciudad. Abichemou I es también nombrado en un sello cilíndrico egipcio donde se refiere a él como alcalde de Biblos.

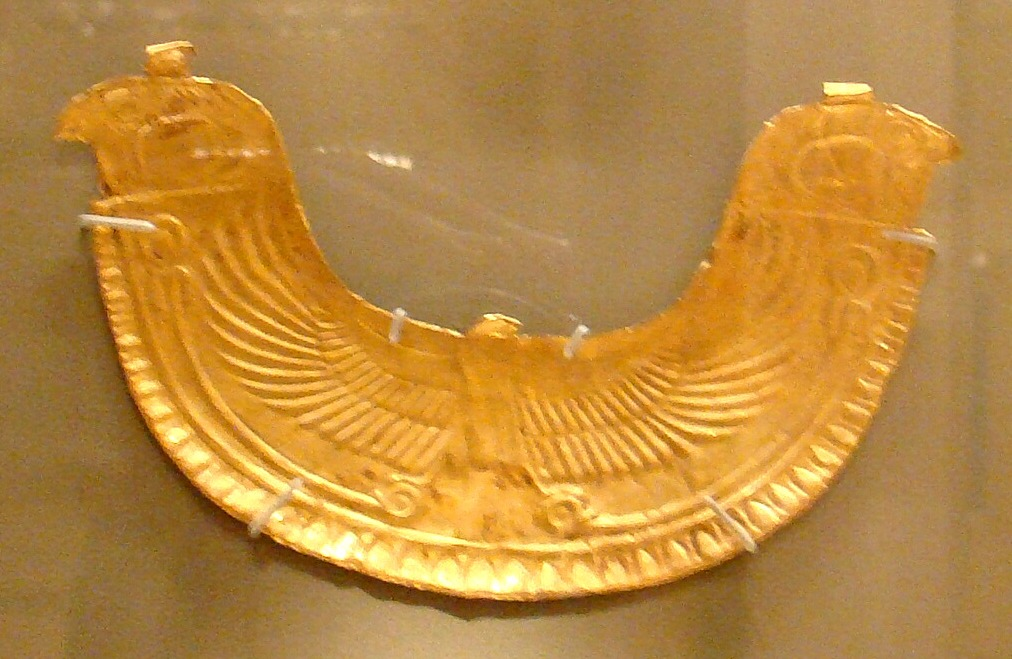
Pectoral de oro del rey Ipchemouabi. Museo Nacional de Beirut.

La tumba II perteneció a Ipchemouabi, hijo de Abichemou I. Al igual que la de su padre, también se halló prácticamente intacta y con varios objetos de valor en su interior. Sin embargo, cabe señalar que era más lujosa que la de Abichemou I, con la cual estaba conectada a través de un pasaje. En la cámara funeraria se encontró su sarcófago tallado en piedra caliza blanca. Se hallaron prácticamente los mismos objetos que en la tumba de su padre, pero en mayor cantidad: unos magníficos recipientes de arcilla, armas y joyas de oro, entre ellas un pectoral decorado con obsidianas donde aparece el nombre del rey de Egipto Amenemhat IV (1797-1787 a. C.), un collar y un colgante en forma de concha con la imagen de un halcón y el nombre de Ipshemouabi escrito en un cartucho. Todos estos objetos reflejan la influencia egipcia en Biblos. No obstante, su cuerpo no contenía ningún elemento valioso como era el caso de la tradición egipcia. El nombre de "rey" se encontró en dos objetos donde se le describe explícitamente como el hijo de Abichemou I. Era nombrado con el título egipcio Hati-a-en-képen  x3.tj-ˁ-n-Kpn, alcalde de Biblos.
| tumba | cámara funeraria  | reyes de Biblos                              | contemporáneo de  | mobiliario                    | estado                |
| ----- | ----------------- | -------------------------------------------- | ----------------- | ----------------------------- | --------------------- |
| I     | sarcófago         | Abichemou                                    | Amenemhat III     | osamenta, vasija de obsidiana | aparentemente intacta |
| II    | féretro de madera | Ipchemouabi                                  | Amenemhat IV      | cofre de obsidiana            | aparentemente intacta |
| III   |                   |                                              | siglo XVIII a. C. | ningún objeto egipcio         | saqueada              |
| IV    | sarcófago         | Medjed-tebit-iotef, egipcio o nombre egipcio | siglo XVIII a. C. |                               | saqueada              |

## Tumba V

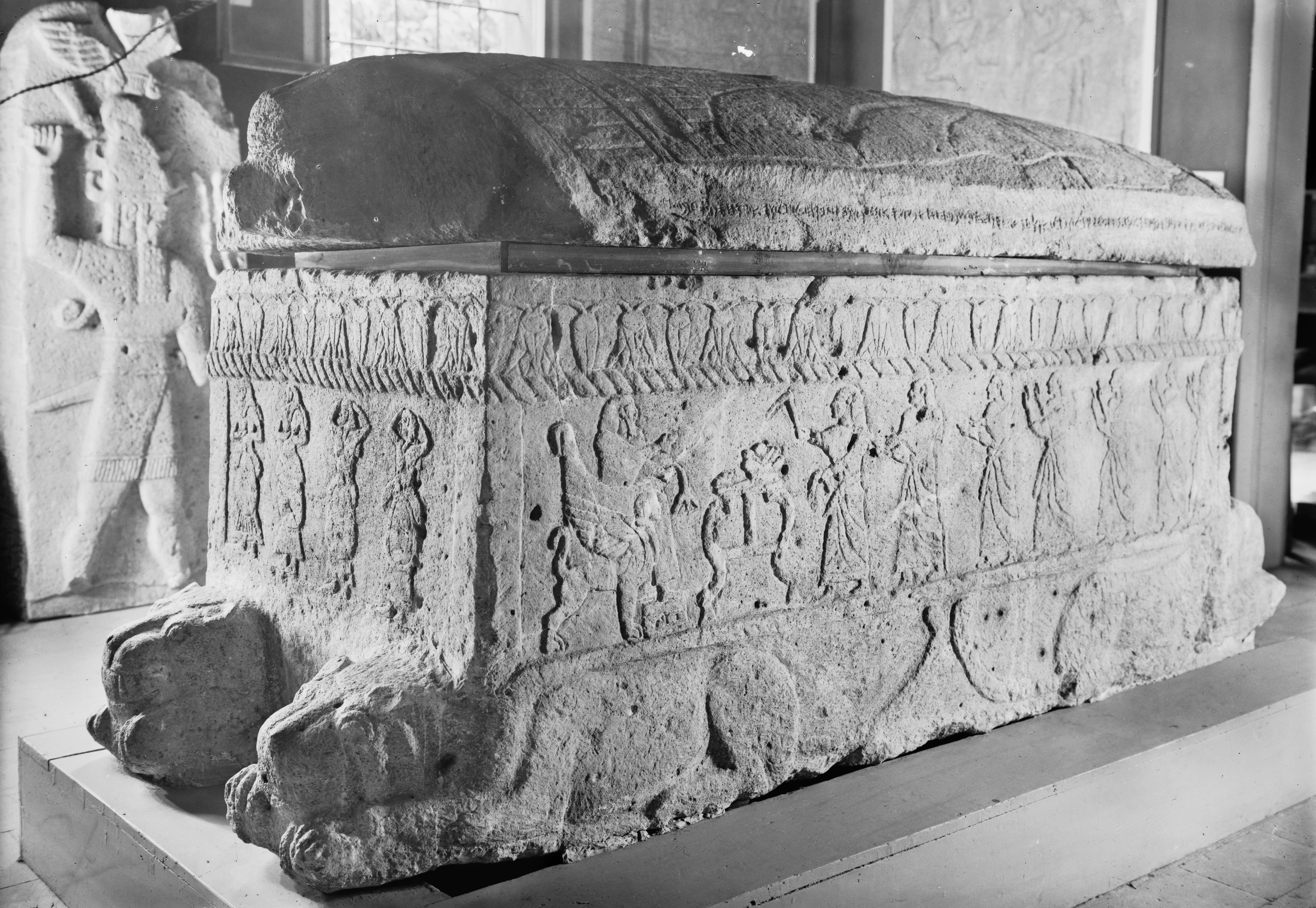
El sarcófago del rey Ahiram de Biblos. Museo Nacional de Beirut.

La tumba está formada por un pozo que atraviesa una capa de roca de un lado a otro. En la cámara se encontraron tres sarcófagos, dos de ellos sin decoración y que contenían una osamenta, y el tercero con una ornamentación de influencia egipcia y siria en sus motivos y en su forma de ejecución, una característica típica del arte fenicio de esta época.
Este último sarcófago, perteneciente al rey Ahiram, es uno de los objetos fenicios más célebres y fue dedicado al rey por su hijo Itobaal I, como indica una inscripción grabada en su tapa. Su importancia se debe a que el texto, de 38 palabras, es el más antiguo realizado con caracteres fenicios hallado hasta la fecha. El féretro rectangular con un cierre en forma de cúpula está sujetado por cuatro pies con forma de leones rampantes. Los laterales están decorados con distintas escenas. A los lados se representan dos largos cortejos fúnebres, uno de ellos con una esfinge alada. Las caras delantera y trasera muestran unos personajes femeninos vestidos de luto. El conjunto debió estar profusamente coloreado pues todavía son visibles grandes trazas de pintura original.

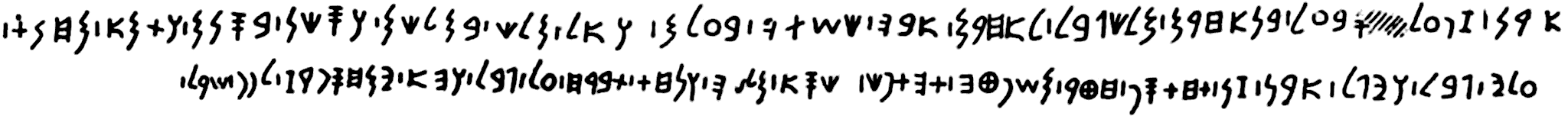
Inscripción encontrada en el sarcófago de Ahiram, considerada la más antigua escrita en idioma fenicio.

Cerca del fondo del pozo, contra la entrada de la cámara funeraria que está orientada hacia el este, se encontraron además varios fragmentos de vasijas de alabastro, uno de los cuales indica la titulatura real de Ramsés II. Estos objetos pertenecían al ajuar y a los ritos funerarios celebrados en honor al difunto. La tumba fue fechada en el siglo XIII a. C., tal y como indicó Pierre Montet:

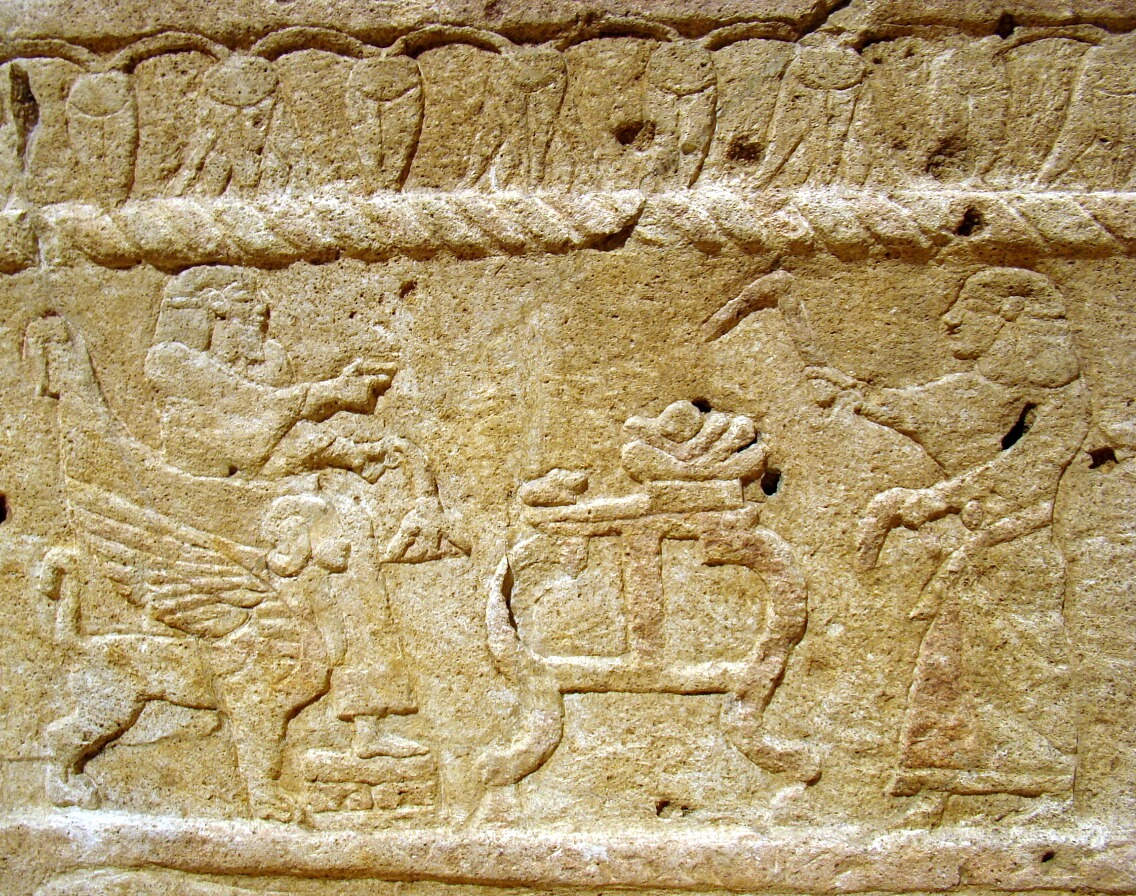
Detalle del sarcófago de Ahiram.

«Los fragmentos de objetos recogidos en la planta superior del pozo, al fondo del mismo y en la cámara funeraria forman una serie homogénea cuyas piezas, sirias o egipcias, pueden datarse del Imperio Nuevo y que las dos vasijas de alabastro permiten atribuir al reinado de Ramsés II. Ninguna pieza pertenece a una fecha posterior»
Montet, Byblos et l'Égypte, p. 227-228

| V | Un sarcófago decorado Dos sarcófagos no decorados | Ahiram | Ramsés II siglo XIII a. C. |

## Grupo sudeste de tumbas
Este grupo de cuatro tumbas se sitúa a unos treinta metros al sur del pozo IV y a unos cincuenta metros del mar. El mobiliario encontrado en ellas era menos considerable que el de los enterramientos precedentes. Sin embargo, la tumba VIII conservaba aún su sarcófago donde se hallaron tablillas de oro, perlas, un halcón de amatista, seis anillos de oro e incluso un fragmento de un vaso con jeroglíficos. La tumba IX reveló el nombre de un príncipe de Biblos, Abichemou, o de forma abreviada, Abi. No contenían ningún objeto proveniente directamente del Antiguo Egipto. Hacia 1590 a. C., Egipto fue invadida y no pudo continuar manteniendo relaciones con Jebail.
Este conjunto presenta analogías con las tumbas I a IV, pertenecientes al siglo XVIII a. C., y con la tumba V o de Ahiram, datada en el siglo XIII a. C. Por lo tanto, su cronología debe situarse entre estas dos fechas, puesto que recuerdan a las primeras y se anticipan a la segunda.
| tumba | cámara funeraria | reyes de Biblos   | contemporáneo de                           | mobiliario                          | estado   |
| ----- | ---------------- | ----------------- | ------------------------------------------ | ----------------------------------- | -------- |
| VI    |                  |                   | Entre los siglos XVIII a. C. y XIII a. C.  | Ningún objeto proveniente de Egipto | saqueada |
| VII   | sarcófago        |                   | Entre los siglos XVIII a. C. y XIII a. C.  | Ningún objeto proveniente de Egipto | saqueada |
| VIII  | sarcófago        |                   | Entre el siglo XVIII y el siglo XIII a. C. | Ningún objeto proveniente de Egipto | saqueada |
| IX    |                  | Abi y/o Abichemou | Entre los siglos XVIII a. C. y XIII a. C.  | Ningún objeto proveniente de Egipto | saqueada |